# 김정중
김정중(金鼎重, 1964년 10월 20일 ~ )은 대한민국의 정치인이다. 제7대 양양군의원과 제10대 강원도의원을 역임했다.

## 학력
- 양양초등학교
- 양양중학교
- 양양고등학교
- 경기대학교 사학 학사

## 경력
- 2014.07 ~ 2018.04: 제7대 양양군의회 의원
- 양양군 축제위원회 위원장
- 2018.07 ~ 2022.03: 제10대 강원도의회 의원

## 역대 선거 결과
|  | 12.81% |

|  | 15% |

|  | 53.54% |

|  | 42.49% |